# Natale in città con Dolly Parton
Natale in città con Dolly Parton (Dolly Parton's Christmas at the Square) è un film del 2020 diretto da Debbie Allen con protagonista Dolly Parton. Il film è stato distribuito da Netflix.

## Riconoscimenti
- Primetime Emmy Awards
  - 2021 - Migliore film per la televisione